# 斯维亚托斯拉夫·姆斯季斯拉维奇 (斯摩棱斯克)
斯维亚托斯拉夫·姆斯季斯拉维奇 Святослав Мстиславич（?—1239年），罗斯王公。他曾任诺夫哥罗德王公（1218年~1219年），波洛茨克王公（1222年~1232年），斯摩棱斯克王公（1232年~1239年）。
斯维亚托斯拉夫·姆斯季斯拉维奇为斯摩棱斯克王公（老）姆斯季斯拉夫·罗曼诺维奇之子。
大约在1222年斯摩棱斯克公国以武力攻占了波洛茨克，斯维亚托斯拉夫·姆斯季斯拉维奇于是年被斯摩棱斯克公爵姆斯季斯拉夫·达维多维奇安排到波洛茨克当王公。1230年姆斯季斯拉夫·达维多维奇去世后，斯摩棱斯克的贵族们企图拥立斯维亚托斯拉夫，但是该城的市民由于某种原因拒绝让斯维亚托斯拉夫成为他们的统治者。结果斯维亚托斯拉夫·姆斯季斯拉维奇借助一支波洛茨克军队强行攻陷了斯摩棱斯克。在对市民进行残酷的报复后，他终于当上了斯摩棱斯克的王公，直到1239年去世。